# Chignolo Po

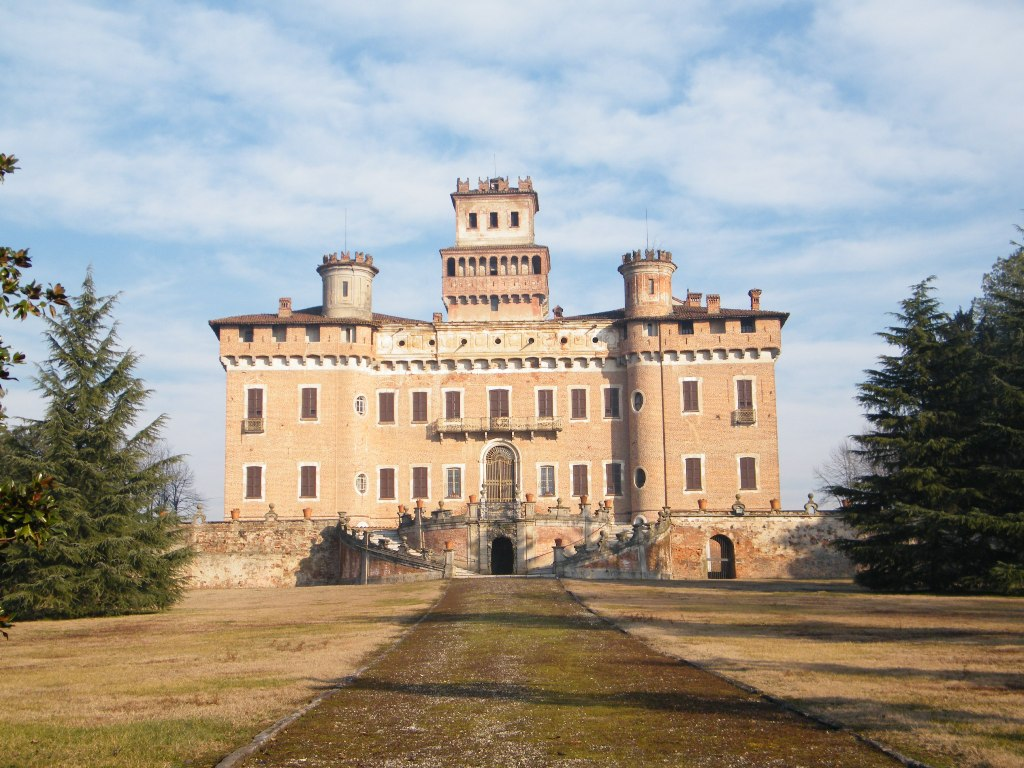
Schloss in Chignolo Po

Chignolo Po ist eine norditalienische Gemeinde mit 3992 Einwohnern (Stand: 31. Dezember 2023) in der Provinz Pavia in der Region Lombardei.

## Geographie
Der Ort liegt auf einer Höhe von 88 Metern. Das Gemeindegebiet umfasst eine Fläche von 23 km². Die Nachbargemeinden sind Badia Pavese, Miradolo Terme, Monticelli Pavese, Orio Litta (LO), Rottofreno (PC), San Colombano al Lambro (MI) und Santa Cristina e Bissone. Chignolo Po grenzt an die Provinzen Lodi und Piacenza sowie an die Metropolitanstadt Mailand.

## Verkehr
Der Ort verfügt über einen Bahnhof an der Bahnstrecke Pavia–Cremona.